# James Morosini
Pour les articles homonymes, voir Morosini.
James Morosini, né le 5 juillet 1990 à Tampa (Floride), est un acteur et réalisateur américain. En 2021, il incarne le coach Dalton dans la série HBO The Sex Lives of College Girls.

## Filmographie

### En tant qu'acteur

#### Cinéma
- 2013 : The Hands You Shake : Mason
- 2018 : Threesomething : Isaac
- 2022 : I Love My Dad : Franklin
- 2024 : Jeu intérieur de Greg Jardin : Cyrus

#### Télévision
- 2013 : Hart of Dixie : Jason
- 2015 : Textbook Adulthood : Reggie
- 2015 : Esprits criminels : David Whitfield
- 2016 : NAMCAR Night Race : Manny
- 2016 : Single Minded : James (2 épisodes)
- 2016 : Typical Rick : le portier
- 2016 : Crazy Ex-Girlfriend : Guy
- 2016 : Man vs Geek : Dixon
- 2016 : American Horror Story : R.J. (2 épisodes)
- 2016–2018 : *Loosely Exactly Nicole : Chaz (5 épisodes)
- 2017 : American Horror Story : Bob Kinneman
- 2017 : Son of Zorn : Eli
- 2017 : Feud : Bart
- 2017 : Ultimate Ultimate : James
- 2017 : Kat : Kohl
- 2018 : L'Arme fatale : Tyler Thatcher
- 2018 : Daddy Issues (téléfilm) : Elijah
- 2018 : Foursome : Hugh (10 épisodes)
- 2021 : The Sex Lives of College Girls : Dalton (6 épisodes)[2]

### En tant que réalisateur

#### Cinéma
- 2018 : Threesomething
- 2022 : I Love My Dad

#### Télévision
- 2016 : Single Minded